# Бирнс Мил (Мисури)
Бирнс Мил (енгл. Byrnes Mill) град је у америчкој савезној држави Мисури.

## Демографија
По попису из 2010. године број становника је 2.781, што је 405 (17,0%) становника више него 2000. године.
| Група             | 2000.         | 2010.         |
| Белци             | 2.301 (96,8%) | 2.686 (96,6%) |
| Афроамериканци    | 4 (0,2%)      | 7 (0,3%)      |
| Азијати           | 2 (0,1%)      | 8 (0,3%)      |
| Хиспаноамериканци | 40 (1,7%)     | 39 (1,4%)     |
| Укупно            | 2.376         | 2.781         |